# Jüdische Gemeinde Lixheim

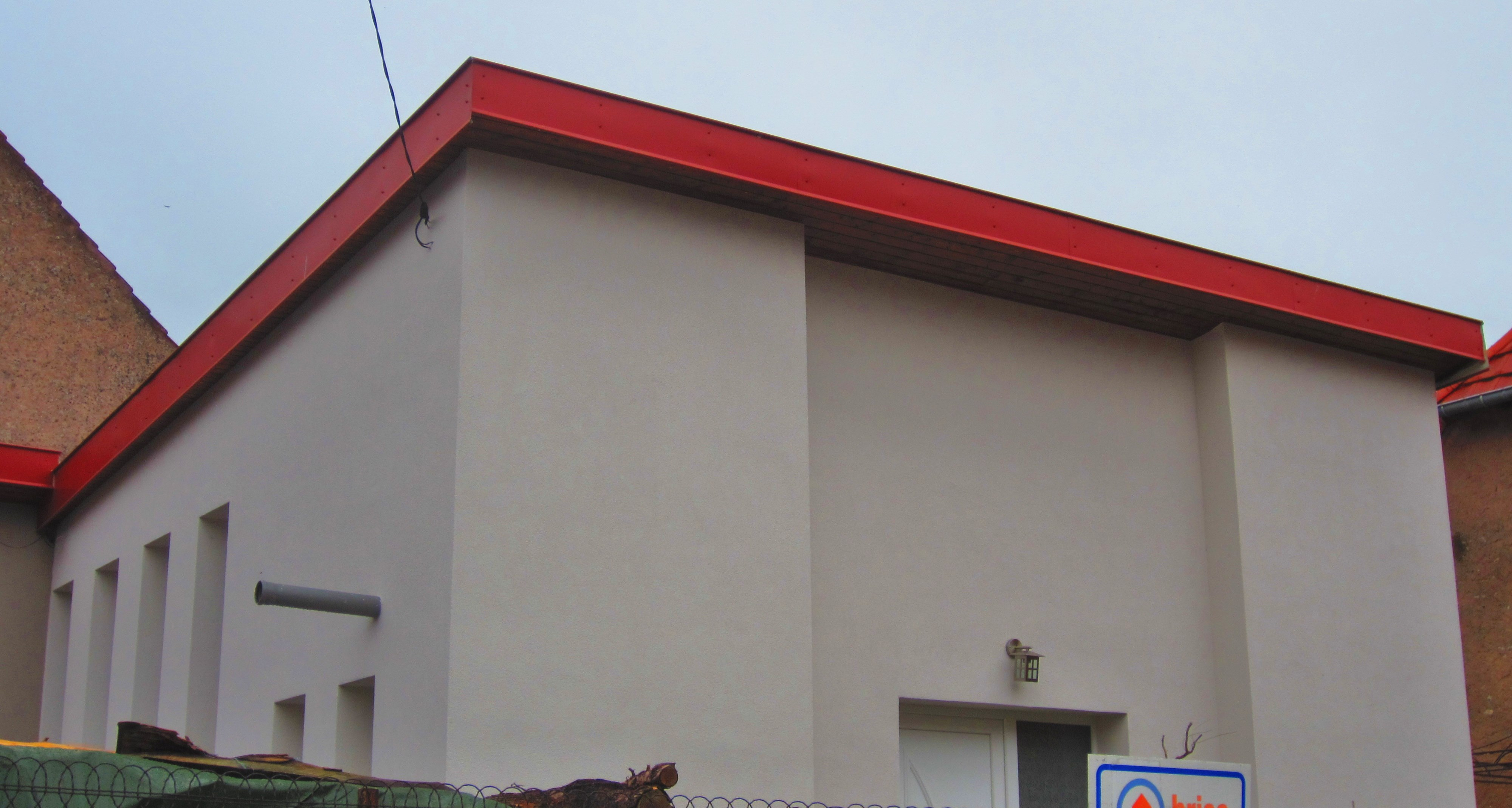
Synagoge in Lixheim

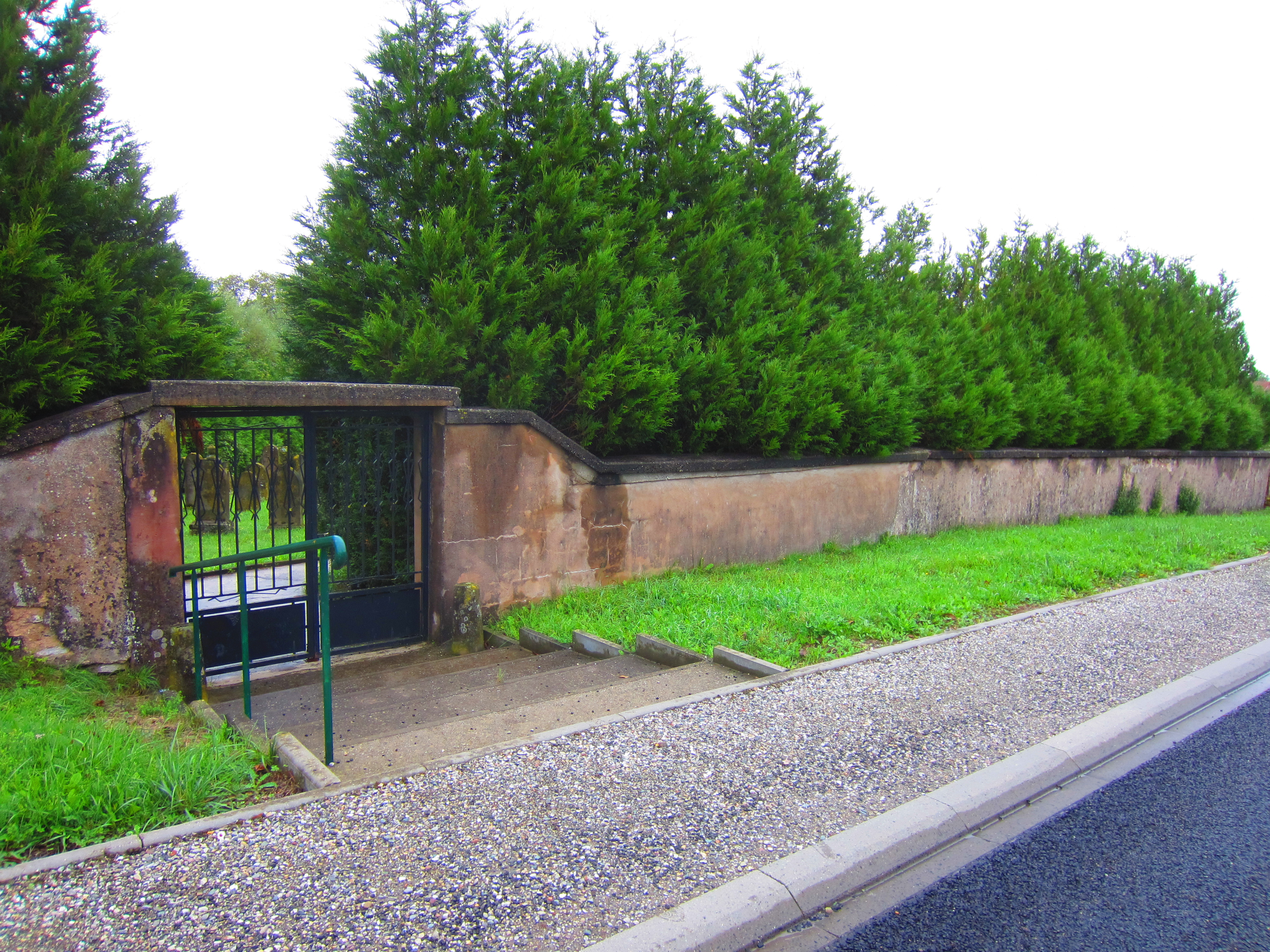
Jüdischer Friedhof in Lixheim

Eine Jüdische Gemeinde in Lixheim, einer französischen Gemeinde im Département Moselle in Lothringen, entstand spätestens im 18. Jahrhundert.

## Geschichte
Die jüdische Gemeinde Lixheim besaß von 1778 bis 1859 eine Synagoge an der Ecke Rue Saint-Antoine und Rue de la Synagogue. Die neue Synagoge wurde 1862 eingeweiht und 1940 zerstört. Sie sah der Synagoge von Phalsbourg ähnlich und befand sich an der Ecke Rue du Moulin und Rue des Bouchers. 
Die jüdische Gemeinde Lixheim gehörte von 1808 bis 1871 zum israelitischen Konsistorialbezirk Nancy, danach zum Konsistorialbezirk Metz.
Im Jahr 1850 zählte die jüdische Gemeinde 210 Personen, 1945 nur noch 36, denn 18 Gemeindemitglieder wurden deportiert und ermordet.

## Friedhof
Der jüdische Friedhof befindet sich an der Straße nach Vieux Lixheim und Grabsteine (Mazevot) aus dem Ende des 18. Jahrhunderts sind noch vorhanden. 